# 科罗拉多城 (亚利桑那州)
科罗拉多城（英文：Colorado City），是美国亚利桑那州莫哈维县下属的一座城市。面积约为10.34平方英里（约合26.8平方公里）。根据2010年美国人口普查，该市有人口4,821人，人口密度为466.5/平方英里。在建制上，该市属于“Town”。